# Donatas Stakišaitis
Donatas Stakišaitis (* 24. Februar 1956 in Kapsukas) ist ein litauischer Kinderarzt und Professor.

## Leben
Nach dem Abitur 1974 an der 2. Mittelschule Kapsukas absolvierte er 1981 das Studium der Medizin am Kauno medicinos institutas. Von 1981 bis 1985 arbeitete er als Pädiater im Krankenhaus in der Rajongemeinde Šakiai. Von 1985 bis 1986 war er klinischer Ordinator an der Vilniaus universitetas (VU). Von 1986 bis 1988 absolvierte er die Aspirantur und promovierte in Medizin an der VU. Von 1988 bis 1992 habilitierte er am Kardiologie-Institut der Kauno medicinos akademija. Von 1992 bis 1994 arbeitete er als wissenschaftlicher Mitarbeiter an der Anästhesiologie-Reanimatologie-Klinik der Medizinfakultät der VU. Von 1998 bis 2003 war er leitender wissenschaftlicher Mitarbeiter des Zentrums für Pädiatrie der VU. Seit 2003 ist er wissenschaftlicher Mitarbeiter am Institut für Onkologie der VU und seit 2005  Professor am Lehrstuhl für Biorecht der Rechtsfakultät der Mykolo Romerio universitetas.
Er ist verheiratet und hat einen Sohn und eine Tochter.